# Готтоленго
Готтоленго, Ґоттоленґо (італ. Gottolengo) — муніципалітет в Італії, у регіоні Ломбардія, провінція Брешія.
Готтоленго розташоване на відстані близько 420 км на північний захід від Рима, 90 км на схід від Мілана, 26 км на південь від Брешії.
Населення — 5219 осіб (2014).
Щорічний фестиваль відбувається 29 червня. Покровитель — святий Петро e Paolo.

## Демографія
Населення за роками:

Станом на 1 січня 2023 року в муніципалітеті офіційно проживало 556 іноземців з 25 країн, серед них 58 громадян країн Євросоюзу та 10 громадян України.

## Уродженці
- Джузеппе Трівелліні (*1895 — †1977) — італійський футболіст, воротар.

## Сусідні муніципалітети
- Гамбара
- Геді
- Ізорелла
- Лено
- Павоне-дель-Мелла
- Пральбоїно